# 901 PlayList
901 PlayList는 JTV MAGIC FM의 BGM으로 진행 된 음악 프로그램이다.

## 주파수 안내
- 전주, 익산, 군산, 김제, 남원, 정읍, 순창, 고창, 무주, 부안, 완주, 임실, 장수, 진안 - 90.1 Mhz